# Мирас (телерадиокомпания)
«Мирас» (туркм. «Miras» — «Наследие») — туркменская телерадиокомпания, основанная весной 2001 года. Вещание ведётся на туркменском языке. Контролирует телевидение Государственный комитет по телевидению, радиовещанию и кинематографии Туркменистана. Формат канала сравним с российским каналом Культура, он о культуре и наследии туркменского народа.
Штаб-квартира телекомпании находится в Ашхабаде.

## Передачи
Практически все программы Мирас — собственного производства. Это и выпуски новостей культурной жизни страны и за рубежом, и дискуссионные клубы, и трансляции с концертных и театральных площадок. Разумеется, все с ярким национальным колоритом.
«Мирас» два часа в день транслирует некоторые развлекательные передачи «Первого канала» российского телевидения («Куб», «Время обедать!», «Пока все дома», «Непутёвые заметки», «Умницы и умники»), некоторые телесериалы и документальные фильмы, а также новости. Их показывают только в записи. Прежде чем дать разрешение на их выпуск в эфир, руководство телеканала «Мирас» вместе с кураторами из Министерства национальной безопасности тщательно изучает содержание транслируемых из Москвы передач.